# Полушкине
Полушкине — колишнє село в Україні; підпорядковувалось Новознам'янській сільській раді Троїцького району Луганської області.

## Населення

### Мова
Розподіл населення за рідною мовою за даними перепису 2001 року:
| Мова      | Кількість | Відсоток |
| --------- | --------- | -------- |
| російська | 1         | 100 %    |

## Історія
Розміщувалося при кордоні з Росією, в північно-західному напрямку від села Солонці.
Виключене з облікових даних 23 вересня 2005 року рішенням Луганської обласної ради.